# 스타의 연인
《스타의 연인》은 2008년 12월 10일부터 2009년 2월 12일까지 방영된 SBS 드라마 스페셜이다.

## 기획 의도
한류 탑스타 이마리와 명문대 국문과 대학원생 김철수의 사랑을 그린 드라마

## 등장 인물

### 주요 인물
- 최지우 : 이마리 역 (아역 정다빈, 박보영)

한류 스타로 이름 높은 영화배우이다. 어릴 적에 공부를 하지 않아서 철수의 대필로 소설을 냈는데, 그게 문제였다. 그러다가 철수를 진심으로 사랑하게 됐다.
- 유지태 : 김철수 역 (아역 강이석)

유명 명문대학의 국어국문학과 강사, 소설가. 마리의 대필 문제에, 스캔들까지 터지면서 대학에서 쫓겨나게 되었다. 주변의 반대에 직면하면서 마리와 옛 사랑 은영 사이에서 고민한다.
- 이기우 : 정우진 역

마리의 소속사인 TS엔터테인먼트를 인수한 ANC엔터테인먼트 사장. 마리에게 관심이 많다.
- 차예련 : 최은영 역

철수의 국문과 동기이며, 한때 그의 연인이었다.

### 철수의 주변 인물
- 신민희 : 김유리 역

철수의 여동생. 어릴 적부터 몸이 아파서 철수가 항상 보살펴줬다.
- 김지숙 : 이보영 역

철수의 어머니. 술집 작부였다.
- 정운택 : 전병준 역

철수의 단짝 친구이고, 삼류 인터넷신문사 신화엔터 기자.
- 김지영 : 김옥자 역

철수의 첫째 이모.
- 이종남 : 최련희 역

철수의 둘째 이모.
- 김예령 : 이지숙 역

철수의 셋째 이모.
- 배기범

철수의 아버지
- 윤주상 : 안 교수 역

철수의 지도교수
- 이승형 : 최성욱 역

삼류 인터넷신문 신화엔터의 편집장

### 마리의 주변 인물
- 성지루 : 서태석 역

마리의 소속사인 TS엔터테인먼트 사장. 마리를 발굴한 장본인이었기에 그녀에 대한 집착이 크다.
- 기태영 : 손하영 역

재벌 3세임에도 올림픽에 나가서 유명세를 떨친 사격선수. 마리의 한때 연인이었고, 우진의 사촌동생이다.
- 이준혁 : 민장수 역

마리의 로드매니저 겸 보디가드. 이후 영화배우가 된다.
- 심은진 : 서예린 역

마리의 매니저. 서태석 사장의 동생이다.
- 양희경 : 이승연 역

헤어 메이크업 디자이너로, 마리에게는 정신적 지주이다.
- 곽현화 : 이은실 역

마리의 코디네이터.
- 최필립 : 서우진 역

사진작가로, 마리의 첫사랑이었다. 그런데 어느날 말도 없이 사라진다.
- 반효정

가톨릭계 고아원장인 마리의 외할머니

### 그 외 인물
- 윤희주
- 민준현 : 연예부 기자 역
- 허태희 : 최은영의 맞선남 역
- 정병철 : 아나운서 역
- 조선주

## 결방 사유 및 편성 변경
- 2008년 12월 31일 : SBS 연기대상 편성으로 인한 결방[1]
- 2009년 1월 1일 : 7회 ~ 8회 연속 방송[2]

## 수상
- 2008년 SBS 연기대상 뉴스타상 이준혁

## 참고 사항
- 기획 당시 제목은 《오! 나의 여신님》으로[3] 강은정 작가가 집필자로 낙점됐으나[4] 불발되었다. 오수연 작가로 집필자가 교체됐고 제목도 바뀌었다.
- 해당 드라마 외주제작사 올리브나인 소속 배우들(최지우 (이마리 역), 유지태 (김철수 역), 심은진 (서예린 역))이 출연하였다.
- 영화 《노팅힐》등에서 보아온 스타와 일반인의 사랑이라는 설정이 신선감을 주지 못하였고, 이렇다할 사건이 등장하지 않아 긴장감을 주는 데 실패하여 저조한 시청률을 기록하였다.[5]
- 몇몇 배우들은 훗날 진 최종 보스 역할로 재회해 큰 인기를 얻게 된다. 범죄도시3 이준혁, 내일도 승리 최필립